# Косаковский, Леонид Григорьевич
Леони́д Григо́рьевич Косако́вский (укр. Леонід Григорович Косаківський; род. 21 января 1950, пгт Черневцы, Черневецкий район, Винницкая область) — украинский политик, первый в независимой Украине Киевский городской голова. 
Представитель Президента Украины в городе Киеве в 1993—1994 годах, председатель Киевского городского совета народных депутатов (1994—1997), председатель исполнительного комитета Киевского городского совета народных депутатов (1994—1995), председатель Киевской городской государственной администрации (1995—1996), киевский городской голова (1997—1998). Народный депутат Украины III созыва (1998—2002).

## Биография
Леонид Косаковский родился в пгт Черневцы, Винницкая область. В 1973 году закончил Киевский национальный университет имени Тараса Шевченко, а в 1989 году — Киевскую высшую партийную школу.
С 1973 по 1975 год служил в войсках ПВО. Пять лет работал на заводе «Арсенал». С 1980 года — на партийной работе. В ноябре 1988 года одним из первых в Киеве на альтернативной, демократической основе был избран первым секретарем Печерского райкома партии. В 1990 году избран главой Печерского районного совета народных депутатов, депутатом Киевсовета. С января 1991 года — председатель Печерского районного совета и исполкома. С апреля 1992 года — Представитель Президента Украины в Печерском районе, а с апреля 1993 года — Представитель Президента Украины в г. Киеве.
10 июля 1994 года в ходе первых в истории Киева прямых всеобщих общегородских выборов избран председателем Киевского городского совета народных депутатов. Исполнял эти обязанности с 1994 по 1997 год.
С 10 июля 1994 по 10 июля 1995 года — председатель исполнительного комитета Киевского городского совета.
С 10 июля 1995 по 19 июля 1996 года одновременно с должностью главы Киевсовета занимал должность и главы городской государственной администрации.
Член Конституционной Комиссии в 1994—1996 годах.
Когда весной 1993 года Косаковский возглавил администрацию столицы, ситуация в Киеве была чрезвычайно сложной: с прилавков магазинов исчезли товары первой необходимости, масло и сахар отпускались в ограниченном количестве лишь по талонам, город только что пережил забастовку работников городского пассажирского транспорта, Киев ощущал большие проблемы с электроснабжением, замерла культурная жизнь.
Косаковскому и его коллегам пришлось заняться восстановлением системы управления столицей, её жизнеобеспечением. За считанные недели они смогли исправить ситуацию с маслом и сахаром, другими продуктами, отменить талоны.
За период, когда Косаковский возглавлял городские органы управления, городской хозяйственный комплекс переведён на рельсы рыночной экономики, городская жизнь перестраивалась на демократических началах.
Тогда взят курс на поддержку и развитие киевской промышленности, науки. Подписаны соглашения о сотрудничестве с Национальной академией наук, союзом промышленников и предпринимателей города, советом ректоров. Был возрождён Киевский контрактовый ярмарок.
Удалось исправить ситуацию в городском транспорте, вывести его из критического состояния. Был разработан пакет общих программ с заводом «Южмаш», Львовским автобусным и Киевским авиазаводами по производству отечественных городских автобусов и троллейбусов, налажен их капитальный ремонт. 6 ноября 1993 года прошла презентация первого собственного троллейбуса киевского изготовления. С 1993 по 1995 год приобретено 376 автобусов, 102 троллейбуса, 15 вагонов метро, 240 двигателей для автобусов. Строились новые троллейбусные и трамвайные линии, открывались автобусные маршруты. Утвердили и приступили к реализации программ развития метро до 2010 года (в 1994 году введены в действие две новые станции), обеспечения киевлян домашними телефонами.
Был спасён и стал набирать мощность строительный комплекс. Создана холдинговая компания «Киевгорстрой». Принято решение о начале реконструкции «хрущёвок».
После решения горисполкома от 21 марта 1995 года начата масштабная программа строительства жилья за счёт средств населения, реализация которой в последующие года привела к кардинальным изменениям в сфере жилищного строительства. По этой схеме сейчас строится жилье не только в Киеве, но и в других городах страны.
С 1993 по 1995 год в столице введено в эксплуатацию 41,4 тыс. новых квартир, что дало возможность улучшить жилищные условия 44,9 тыс. семей и одиночек, или 217,4 тыс. лиц. Впервые за послевоенный период начала уменьшаться квартирная очередь. Введено в эксплуатацию 13 школ и 5 пристроек к ним, 22 детских сада на 6070 мест. В то время жилья для очередников, школ и детских садов строилось больше чем в дальнейшем следующими администрациями.
Тогдашней городской властью уделялось много внимания работе с ветеранами, бездомными, начата реализация большого количества социальных программ, в частности, «Турбота», которые действуют до сих пор.
Возвращён Киеву его древний герб. В 1996 году воссоздан уничтоженный в 1920-х годах памятник княгине Ольге. Принято решение о начале восстановления церкви Богородицы-Пирогощи, Михайловского и Успенского соборов. Городу возвращены имена его славных сынов — С. Лифаря, В. Горовица. Построены Певческое поле, Детская академия искусств. Создан муниципальный телеканал «Киев».
В 1995 году по большинству социально-экономических показателей Киев занимал первые позиции в стране, опережая другие территории.
После вступления в силу закона о местном самоуправлении с 12 июня 1997 года Косаковский получил статус Киевского городского головы. Но вскоре после этого, вследствие интриг ближайшего окружения Президента, недовольного проигрышем их патрона[уточнить] на президентских выборах в столице, отказом руководства города удовлетворять их имущественные претензии, независимой политикой Косаковского по отстаиванию интересов киевлян, его стремлением вернуть городу настоящее самоуправление, что привело к конфликту с главой государства, 26 июня 1997 года была осуществлена попытка освободить его от этой должности и устранить с политической арены как одного из вероятных конкурентов на следующих выборах Президента. Несмотря на протесты Совета Европы и решения Старокиевского районного суда г. Киева и Верховного суда Украины, которые полностью восстановили городского голову в правах, отменив незаконное решение собрания депутатов, Президент страны и исполнительная власть города так и не допустили его к выполнению обязанностей городского головы, применив силу и заблокировав на протяжении 300 суток рабочий кабинет градоначальника нарядами милиции.
30 марта 1998 года Косаковский был избран народным депутатом Украины по 223-му избирательному округу г. Киева. Работал членом Комитета по вопросам бюджета.
За время работы в Верховной Раде Украины выступил автором и соавтором 53 проектов законодательных актов, внес свыше 300 поправок к проектам законов, выступал на сессиях парламента 258 раз. Для решения болевых проблем избирателей направил 690 депутатских обращений в разные инстанции. По его предложениям выделены средства на строительство целого ряда важных социально-культурных объектов в столице.
С 1996 по 1998 год представлял Украину в Конгрессе местных и региональных властей Совета Европы, а с 1998 по 2002 год был членом постоянной делегации Верховной Рады Украины в Парламентской ассамблее Совета Европы.
В 1995 году избран президентом Лиги исторических городов Украины, был также сопрезидентом Ассоциации местных и региональных властей Украины.

## Публикации
- На Викискладе есть медиафайлы по теме Книги Леонида Косаковского

Автор книг:
- «Переворот на Крещатике» (Ч. 1. — 1998. — Ч. 2. — 2001);
- Самоврядування в Києві: минувшина та сьогодення (2004);
- Десять років потому, або Київське задзеркалля (2005).

Также автор многочисленных статей по вопросам государственного строительства и местного самоуправления, истории магдебургского права, столичного статуса Киева, государственной бюджетной и культурной политики, социально-экономического развития города, охраны памятников и т. д.